# Pećinski park Grabovača
Pećinski park Grabovača nalazi se u Ličko-senjskoj županiji u Općini Perušić. Od mjesta Perušića udaljen je 2,5 km. Jedini je pećinski park u Hrvatskoj. Javna ustanova za upravljanje geomorfološkim spomenicima prirode Pećinski park Grabovača osnovana je 2006. godine te upravlja s područjem površine 595,5 ha koje je do srpnja 2012. godine bilo pod preventivnom zaštitom u kategoriji značajni krajobraz. Na Grabovači, uzvišenju-brdu 770 metara nadmorske visine na kontinentalnom dijelu srednjeg Velebita između ličke krške zaravni i perušićkog polja, nalazi se čak ¼ od ukupnog broja zaštićenih speleoloških objekata u Hrvatskoj: osam špilja i jedna jama, od kojih su tri špilje (Samograd, Medina i Amidžina) dodatno zaštićene kao geomorfološki spomenici prirode i Natura 2000 lokaliteti. 

Osim speleoloških objekata, od staništa su četiri tipa ugrožena i zaštićena na europskoj razini. U raznolikosti flore ovog područja ističe se 16 zaštićenih biljnih vrsta od kojih su tri zaštićene na nacionalnoj razini (orhideje). Od životinja je zaštićeno 39 vrsta, a treba istaknuti dvije hrvatske zvijeri – vuka i mrkog medvjeda. Na području Grabovače nalaze se također i četiri izvora pitke vode (Grabovac, Josipovac, Ahmetovac i Crno vrelo) te rijeka Lika – najduža hrvatska ponornica, duga 78 km. 

## Prostorni obuhvat i geomorfološki položaj
Pećinski park Grabovača nalazi se na području Ličko-senjske županije, gotovo sasvim unutar granica Općine Perušić, zapadno i jugozapadno od Perušića. Dio granice određen je granicama šumskih odsjeka gospodarske jedinice Risovac-Grabovača, dio cestom Perušić-Kaluđerovac, a dio srednjim tokom rijeke Like. U pravcu sjever-jug širina zaštićenog područja je oko 2000 m, a u pravcu istok-zapad na najširem dijelu je dužine 4200 m. 

Vrh brda Grabovače nalazi se na 770 m nadmorske visine. Unutar Pećinskog parka točka na najnižoj nadmorskoj visini je na 554 m (rijeka Lika), a točka na najvišoj nadmorskoj visini je na 787 m (Šutića vrh). Iz toga proizlazi da je apsolutni raspon između najviše i najniže točke 233 m. 

Područje Parka pripada megamakrogeomorfološku regiju Dinarskog gorskog sustava (Hrvatski dio). Karakteristika ove regije je da je oblikovana alpskom orogenezom, a u geotektonskom smislu dio je zone Vanjskih Dinarida. Izražen je prevladavajući, specifičan dinaridski pravac (SZ-JI) pružanja međusobno usporednih, linearno izduženih ili pak lučno izvijenih gorskih i planinskih uzvišenja te međugorskih zavala i udolina između njih. Nadalje, pripada makrogeomorfološkoj regiji Gorska Hrvatska te mezogeomorfološkoj regiji Gorski hrbat – masiv Velebita. Na kraju, pripada i subgeomorfološkoj regiji Gorski hrbat srednjeg Velebita s bužimskim i perušićkim pobrđem.

## Geološke značajke
Park karakterizira krški reljef. Na ovom području javljaju se vapnenci i vapnenačke breče donje krede, dolomitizirani vapnenci, dolomiti i breče cenomana, rudistni vapnenci gornje krede, vapnenačke breče, konglomerati i vapnenci mlađeg paleogena te kvartarne naslage. Područje Parka pripada u tektonsku jedinicu Ličkog sredogorja te je pretrpjelo značajne tektonske pokrete koji su uvjetovali postanak današnje geološke strukture. Hidrogeološke značajke terena određene su rasprostranjenošću i međusobnim odnosima naslaga različite propusnosti. Jedini stalni vodotok je rijeka Lika.

## Geomorfološke značajke
Pećinski park Grabovaču karakterizira krški reljef kojega odlikuje specifična površinska i podzemna morfologija. Na krajnjem zapadnom dijelu, uz tok rijeke Like prisutni su i fluviodenudacijski procesi. Tu je rijeka usjekla svoj kanjon u kojemu se nalazi najniža točka na 554 m nadmorske visine. Na sjeveroistočnom dijelu je dio Ličkog polja gdje su prisutni također fluviodenudacijski procesi u porječju potoka Josipovac.
Površinski reljef ovog područja je krški, razvijen na tektonski razlomljenim karbonatnim stijenama. Na području dominiraju ponikve i uvale. Ponikve su oblici koji kršu daju prepoznatljiv izgled pa se smatra da su one osnovni krški oblik. Na području Parka ima 58 ponikava i one su manjih dimenzija. Promjer im se kreće oko 20 metara. Postoji jasna veza između općih morfoloških obilježja terena i prostornog rasporeda, odnosno gustoće ponikava. Razlog relativno malom broju ponikava su veći nagibi te veća vertikalna raščlanjenost terena. Najveća gustoća ponikava je sjeverno od uzvišenja Grabovača te u središnjem dijelu Parka gdje su prisutni manji nagibi terena. Prostori povećane gustoće ponikava vjerojatno su uvjetovani većom razlomljenošću karbonatnih stijena. Ovdje se nalaze i tri krške uvale. Uvale su izdužene udubine u krškom terenu kojima duljina iznosi između nekoliko stotina metara do nekoliko kilometara, a širina im je mnogo manja. Najveća uvala nalazi se u središnjem dijelu Parka i pruža se u smjeru SI-JZ. Duljina joj iznosi oko 1000 m, a širina oko 400 m. Druga je uvala nepravilnog oblika, smjera pružanja SI-JZ. Nalazi se na jugozapadnom dijelu Parka; duga je 400 m, a široka 300 m. Na krajnjem jugoistočnom dijelu nalazi se treća uvala koja je također nepravilnog ocrta, a pravac pružanja je SZ-JI. Njena duljina iznosi oko 600 m, a širina oko 150 m, s time da ima i zapadni krak koji je dug oko 250 m, a širok oko 150 m.

## Povijest istraživanja na području Pećinskog parka Grabovača
Špilja Samograd prvi se put u literaturi spominje 1835. godine u knjizi Cjelovita topografija karlovačke vojne krajine, Franje Julija Frasa. Dragutin Hirc je svoj prvi opis Samograda objavio 1875. godine u časopisu Napredak, a zatim i u Viencu. Hirc o Samogradu piše i u zbirci tekstova sabranoj u knjizi Putopisi, tiskanoj 1878. Osim u stručnoj literaturi i knjigama, Hirc je promovirao posebnosti i ljepotu Samograda i u raznim časopisima i novinama, a uz jedan takav popularni članak objavljena je i fotografija ulaza što je najstarija fotografija ulaza špilje u Hrvatskoj (1897.) dok u drugom navodi podatke o arheološkim nalazima (1884.). Spominje je i u prvom broju časopisa Hrvatski planinar uspoređujući njene dimenzije s Pčelinjom pećinom kraj Vrebca u Lici, 1898. godine. 

Godine 1886. osnovan je Odbor za uređenje špilje Samograd kod Perušića, ali o njegovom djelovanju postoji jako malo podataka. Svega dvije i pol godine poslije, točnije 6. kolovoza 1889. u novinama Obzor, koje su izlazile u Zagrebu, objavljena je vijest pod naslovom Uređena špilja. Nepoznati je autor napisao: 
S kraja 19. stoljeća, točnije 1891. godine, poznat je članak C. O. Cecha s opisom i mjerama Samograda te zaključkom koji je služio kao poziv na geološka i biološka istraživanja, ocjenjujući spilju kao jednom od najljepših na području Monarhije. Hirc 1900. godine u svojoj knjizi Lika i Plitvička jezera osim detaljnog opisa Špilje Samograd, opisuje još i špilje Budina Ledenica, Orlovčića pećinu i Sitvukovu pećinu. 

Nekoliko geomorfoloških i hidroloških podataka o Perušićkom polju, Mušaluku, vrelima, dolini, kanjonu i pritocima rijeke Like, uz spominjanje nezaobilaznog Samograda, A. Jamičić objašnjava i proces nastanka siga, 1902. godine. On je definirao granice Perušićkog polja, povezao geomorfološke i hidrološke značajke lijeve i desne obale Like s poteškoćama i mogućnostima gospodarskog razvoja kraja te povezao deforestaciju sa slabljenjem plodnosti tla, vjerojatno zbog pojačane erozije. 

Nakon što je 1910. godine osnovan Odbor za istraživanje spilja pri Geologijskom povjerenstvu za Kraljevine Hrvatske i Slavonije u Zagrebu, dio aktivnosti bio je i skupljanje podataka i istraživanje špilja i jama Like što dokazuje i objavljeno izvješće te popis špilja Ličko-krbavske županije koji je sastavila županijska oblast u Gospiću, a podacima iz literature nadopunio prof. dr. Langhoffer. U popisu su navedeni speleološki objekti istraživanog područja: Budina pećina, Budina ledenica, Samograd, Tabakuša, Velika Kozarica, Medina pećina i pećina u Mušaluku. Dio izvješća je i zasad prvi poznati nacrt špilje Samograd kojeg je 1911. godine izradio inž. Artur Špiller. Prema navodu autora radi se o geodetskom nacrtu, a napravljen je prema današnjim standardima. Sastoji se od tlocrta i profila na koji su unesene duljine pojedinih dijelova kanala i površina terena iznad špilje te mjerila, ali mu nedostaje oznaka sjevera. Već tada je špilja Samograd bila turistički uređena pa su na nacrt ucrtane i stepenice izgrađene 1903. godine kada je špilja bila pripremljena za posjet bana Khuena Hédervárya.

U međuratnom razdoblju ističu članci Z. Rosandića u kojima autor, u skladu s dostupnim podacima i vlastitim istraživanjima, detaljno analizira geološke uvjete i geomorfološke procese u kršu te speleogenezu, ističući područje Perušić - Studenci kao posebno bogati prostor speleološkim objektima. Navodi Budinu pećinu, Petrićevu pećinu, Gliginu pećinu Golubinjaču, Zbjeg, Ledenicu (Budina Ledenica), Sitvukovu pećinu, zatim špilju Samograd, Amidžiu pećinu i Kozaricu (Veliku). Važan dio njegova rada bila je izrada speleoloških nacrta Budine pećine i Budine Ledenice u kojoj je na temelju mjerenja i opažanja analizirao i mikroklimatske značajke bitne za dugotrajno zadržavanje snijega i leda u njenom kanalu.

Krajem Drugog svjetskog rata, 1945. godine u Zagrebu je izdana knjižica nepoznatog (ili nepoznatih) autora s popisom i osnovnim podacima o speleološkim objektima Hrvatske pod naslovom Podatci o pećinama, a sadrži podatke o Budinoj ledenici i Samogradu.

Nakon 1945. godine, istraživanja ponovno predvode speleolozi, a slijede i opsežnija geološka i hidrološka istraživanja vezana za velike hidroenergetske projekte na rijeci Lici. U izvješću o speleološkim istraživanjima, 1960. godine, Mirko Malez navodi podatke o špiljama Maloj i Velikoj Kozarici, Tabakuši, jami Japagi-Slipici (japaga=jama, urušna ponikva strmih stjenovitih strana kojoj se s površine vidi dno), Šiminoj pećini, Pećini kod Milakovih kuća, Šupljim jamama, Špilji kod Prvan Sela, Pećini u Mušaluku, pećini Torine, Pećini pod Turskom kulom i Sitvukovoj pećini. O tim i drugim speleološkim objektima brojne podatke s nacrtima i bibliografijom objavio je 1961. godine u dosad najopsežnijoj speleološkoj studiji Like. Nakon regionalnih speleoloških istraživanja 1964. godine je objavio i poseban opsežan rad u kojem je opisao i analizirao geološke, geomorfološke, hidrološke i mikroklimatske značajke Samograda.

Profesor Dane Pejnović i Vjekoslav Malekin u članku Turistička valorizacija Samogradske pećine kod Perušića u Lici. iz 1984. godine govori o Lici kao nedovoljno razvijenom kraju koji ima bitan križišni geoprometni položaj u sklopu Republike Hrvatske. U članku se bave turističkom valorizacijom Srednje Like, a posebno Perušićkog kraja, koja bi bitno pridonijela društveno-gospodarskom razvoju ovoga kraja. 
Tijekom nekoliko desetljeća na području Perušića povremeno su istraživanja obavljali speleolozi iz raznih hrvatskih speleoloških udruga (npr. Speleološki odsjek HPD Željezničar iz Zagreba, Speleološki odsjek Planinarskog društva sveučilišta (PDS) Velebit, Hrvatsko biospeleološko društvo (HBSD) i dr.), a podaci se čuvaju u njihovim arhivama. Prilikom jedne od takvih akcija istraživana je i Ledenica pod Pećinskom vrhom kao važan biospeleološki lokalitet. 

Tijekom 2011. godine speleolozi Speleološkog društva Karlovac i Speleološkog kluba Samobor organizirali su i izveli speleološka istraživanja na području Pećinskog parka Grabovača. Cilj je bio izrada novih nacrta 9 speleoloških objekata Parka i bliže okolice: špilje Samograd, Medine pećine, Amidžine pećine, Velike Kozarice, Male Kozarice, Tabakuše, Špilje kod Prvan Sela, Špilje pod turskom kulom i jame Slipice-Japage. Napredak tehnike speleoloških istraživanja i izrade speleoloških nacrta omogućio je da dosadašnja znanja o značajkama i dimenzijama špilja i jama, skupljena vrijednim radom prethodnih generacija istraživača, budu nadopunjena.

## Speleološki objekti Parka
Pojam speleoloških objekata vezan je uz starogrčku riječ spelaion koja označava prirodnu podzemnu šupljinu. Prema Međunarodnoj speleološkoj uniji, speleološkim objektom smatramo prirodnu podzemnu šupljinu u kršu, dubine ili duljine minimalno 5 metara u koju može ući čovjek. Speleološki objekti pripadaju endokrškim oblicima. 
Na području Pećinskog parka Grabovače nalaze se speleološki objekti špilje Samograd (345 m), Amidžina (127 m), Tabakuša (58 m), Velika Kozarica (69 m), Mala Kozarica (14 m), Špilja pod Turskom kulom (64 m) i špilja u Prvan Selu (12 m) te jama Slipica-Japaga (74 m). Svi speleološki objekti smješteni su u široj okolici uzvišenja Grabovače.

### Špilja Samograd
Špilja Samograd duga je 345 m. Nalazi se na brdu Grabovači, s ulazom u urušnoj ponikvi. Cijela je špilja nastala duž glavnog rasjeda u smjeru SI-JZ. Sastoji se od 4 dvorane, a svaka je dvorana nastala na križanju više manjih rasjeda različitih smjerova. U špilji se mogu vidjeti bijeli sedimenti – minerali kalcita. Kalcit je glavni mineral ne samo u ovog špilji, već i u drugim hrvatskim špiljama. Temperatura unutar špilje je oko 8°C većinu godine – mikroklimatski uvjeti. 

Prirodoslovac Dragutin Hirc je prilikom posjeta špilji Samograd osim spomenutih 4 dvorana zapisao i petu, u kojoj se prema njegovim riječima nalazilo jezero bistre, hladne i čiste vode, puno riba – Erjavčevo jezero, no do te je dvorane danas nemoguće doći. Sam Hirc nadjenuo je imena svim dvoranama:
- Frasova dvorana – prva dvorana u špilji, imenovana prema Juliju Frasu, školskom nadzorniku Karlovačke krajine;
- Perušića dvorana – druga dvorana, ime dobila po knezovima Dominiku i Gašparu Perušiću, prvim gospodarima Perušića;
- Karlovićeva dvorana – treća dvorana, imenovana u čast bana Ivana Karlovića koji je Liku i Krbavu branio od Turaka;
- Kukuljevićeva dvorana – zadnja dvorana, dobila ime po povjesničaru Ivanu Kukuljeviću Sakcinskom koji je Samograd istraživao s antropološke strane.

## Šport
Od 2016. održava se trail utrka Lika Cave Trail. Prvo izdanje bila je treking utrka. Ta utrka je prvi pećinski trekking/trail - jedinstvena utrka u svijetu. Trči se od spilje do spilje (i kroz njih) na području parka.

## Vanjske poveznice
- Službena stranica  Arhivirana inačica izvorne stranice od 10. prosinca 2015. (Wayback Machine)